# Isaak Szwarc
Isaak Izrailewicz Szwarc (ros. Исаак Израилевич Шварц, ur. 6 stycznia?/18 stycznia 1879 w Mikołajowie, zm. 26 października 1951 w Moskwie) – radziecki działacz partyjny i państwowy.

## Życiorys
Urodzony w rodzinie żydowskiej, od 1892 pracował w odlewni, później w fabryce armaturowej, działał w kółkach socjaldemokratycznych w Mikołajowie i Odessie. Od 1899 członek SDPRR, za działalność rewolucyjną aresztowany i skazany na zesłanie do obwodu jakuckiego, skąd zbiegł do Szwajcarii. Uczestnik rewolucji 1905-1907, działał w organizacjach partyjnych na Uralu i w Jekaterynosławiu, był jeszcze 7 razy aresztowany i zsyłany na Syberię, skąd 6 razy uciekał. W marcu 1917 był członkiem Biura Doniecko-Krzyworoskiego Komitetu Obwodowego SDPRR(b), od 12 lipca 1918 do 1 marca 1919 członek KC KP(b)U, od grudnia 1918 do kwietnia 1919 przewodniczący, a w kwietniu-maju 1919 zastępca przewodniczącego Wszechukraińskiej Czeki przy Sownarkomie Ukraińskiej SRR. Od maja 1919 pełnomocnik Rady Pracy i Obrony Ukraińskiej SRR w Odessie i Mikołajowie, od 16 marca 1921 do 27 marca 1922 członek Centralnej Komisji Kontrolnej RKP(b), 1921-1930 przewodniczący KC Związku Górników. Od 25 kwietnia 1923 do 23 maja 1924 ponownie członek Centralnej Komisji Kontrolnej RKP(b), w tym od 26 kwietnia 1923 do 23 maja 1924 członek Prezydium tej komisji, od 31 maja 1924 do 26 stycznia 1934 członek KC RKP(b)/WKP(b), od 1925 członek Prezydium Wszechzwiązkowej Centralnej Rady Związków Zawodowych, 1929-1932 członek Prezydium Najwyższej Rady Gospodarki Narodowej ZSRR, od 10 lutego 1934 do 10 marca 1939 zastępca członka KC WKP(b). Od 1946 na emeryturze. Odznaczony Orderem Czerwonej Gwiazdy. Pochowany na Cmentarzu Nowodziewiczym.